# Liste der Monuments historiques in Bleurville
Die Liste der Monuments historiques in Bleurville führt die Monuments historiques in der französischen Gemeinde Bleurville auf.

## Liste der Immobilien
| Bezeichnung    | Beschreibung                                                               | Standort                | Kennzeichnung | Schutzstatus | Datum | Bild           |
| -------------- | -------------------------------------------------------------------------- | ----------------------- | ------------- | ------------ | ----- | -------------- |
| Kirche St-Maur | ehemalige Klosterkirche, ab dem 11. Jahrhundert, mit karolingischer Krypta | 4 rue des Écoles (Lage) | PA00107095    | Classé       | 1986  | weitere Bilder |

## Liste der Objekte
| Bezeichnung                                              | Beschreibung                                                | Standort                                 | Kennzeichnung | Schutzstatus | Datum | Bild |
| -------------------------------------------------------- | ----------------------------------------------------------- | ---------------------------------------- | ------------- | ------------ | ----- | ---- |
| Erinnerungstafel an die Gründung einer Totenbruderschaft | Stein, 1731                                                 | in der Kirche St-Pierre-aux-Liens (Lage) | PM88001260    | Inscrit      | 2005  |      |
| Skulptur Erzengel Michael                                | Holz, farbig gefasst, 17. Jahrhundert                       | in der Kirche St-Maur (Lage)             | PM88001255    | Inscrit      | 2005  |      |
| Erinnerungstafel an die Stiftung einer Messe             | Stein, 1628                                                 | in der Kirche St-Pierre-aux-Liens (Lage) | PM88001259    | Inscrit      | 2005  |      |
| Skulptur Heiliger Bertarius                              | Stein, 16. Jahrhundert                                      | in der Kirche St-Pierre-aux-Liens (Lage) | PM88000067    | Classé       | 1964  |      |
| Skulptur Heiliger Atalenus                               | Stein, 16. Jahrhundert                                      | in der Kirche St-Pierre-aux-Liens (Lage) | PM88000069    | Classé       | 1964  |      |
| Retabel                                                  | Fragment; Stein, Anfang des 16. Jahrhunderts                | in der Kirche St-Pierre-aux-Liens (Lage) | PM88000065    | Classé       | 1964  |      |
| Relief Gottvater                                         | Holz, 18. Jahrhundert                                       | in der Kirche St-Pierre-aux-Liens (Lage) | PM88000070    | Classé       | 1971  |      |
| Gemälde Kreuzabnahme                                     | Ölfarbe auf Leinwand, Holzrahmen, 18. Jahrhundert           | in der Kirche St-Pierre-aux-Liens (Lage) | PM88000072    | Classé       | 1985  |      |
| Gemälde Auferstehung                                     | Ölfarbe auf Leinwand, Holzrahmen, 18. Jahrhundert           | in der Kirche St-Pierre-aux-Liens (Lage) | PM88000073    | Classé       | 1985  |      |
| Kronleuchter                                             | Schmiedeeisen, 18. Jahrhundert                              | im Pfarrhaus (Lage)                      | PM88000066    | Classé       | 1964  |      |
| Sechs Kerzenhalter                                       | Schmiedeeisen, 18. Jahrhundert                              | in der Kirche St-Pierre-aux-Liens (Lage) | PM88000068    | Classé       | 1964  |      |
| Osterleuchter                                            | Schmiedeeisen, bemalt und vergoldet, 18. Jahrhundert        | in der Kirche St-Pierre-aux-Liens (Lage) | PM88000071    | Classé       | 1982  |      |
| Skulptur Heiliger Eligius                                | Kalkstein und Holz, farbig gefasst, 16. und 17. Jahrhundert | in der Kirche St-Pierre-aux-Liens (Lage) | PM88001256    | Inscrit      | 2005  |      |
| Taufbecken                                               | Sandstein, 12. oder 13. Jahrhundert                         | in der Kirche St-Pierre-aux-Liens (Lage) | PM88001257    | Inscrit      | 2005  |      |
| Erinnerungstafel                                         | Stein, um 1700                                              | in der Kirche St-Pierre-aux-Liens (Lage) | PM88001258    | Inscrit      | 2005  |      |